# بوتشيب
بوتشيب (بالروسية: Почеп) هي إحدى مدن روسيا في الكيان الفدرالي الروسي بريانسك أوبلاست.